# Canal de la Vieille Autise

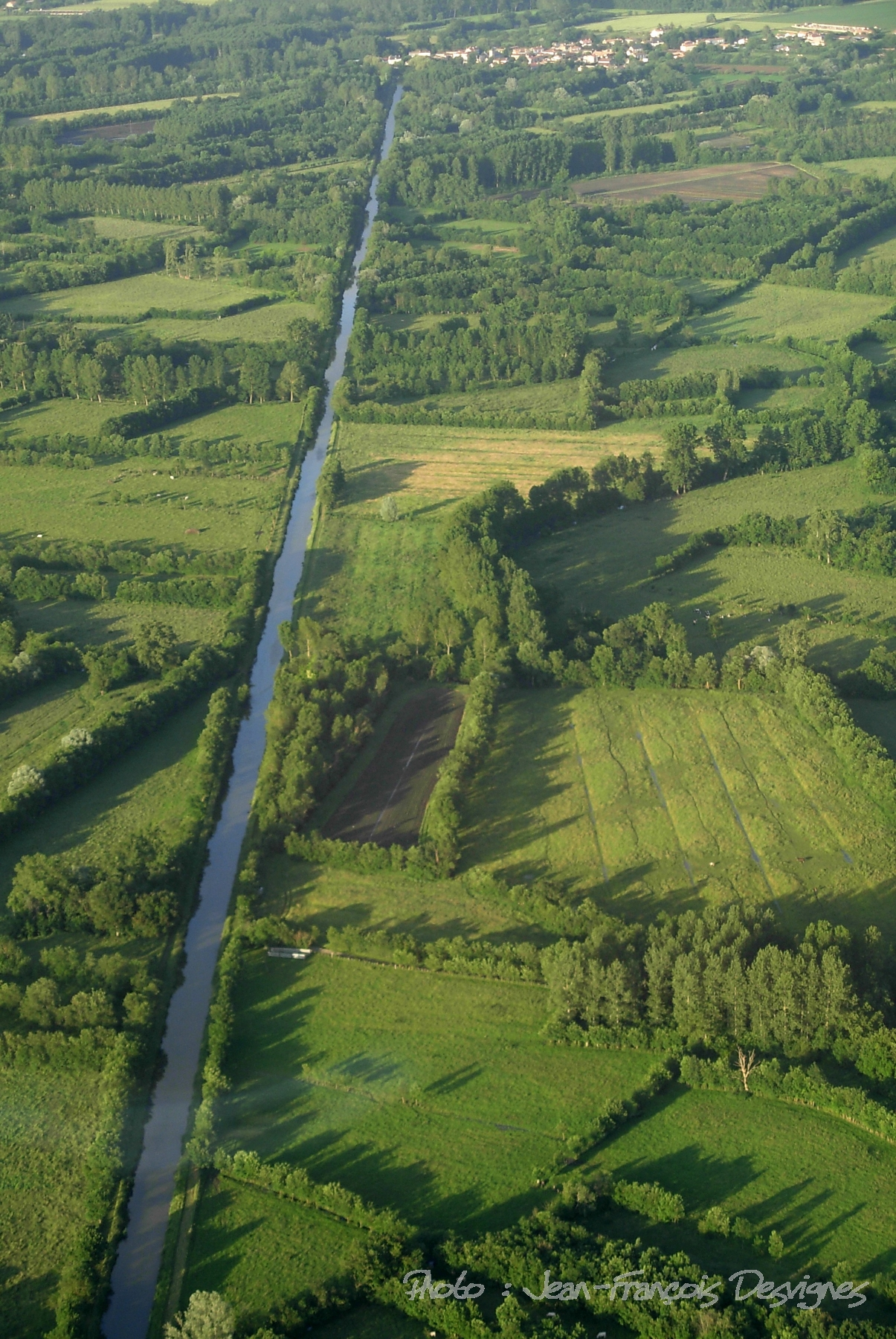
Canal de la Vieille Autise südwestlich von Saint-Sigismond

Der Canal de la Vieille Autise ist ein Schifffahrtskanal in Westfrankreich, im Département Vendée in der Region Pays de la Loire. Er verbindet den Hafen des kleinen Orts Courdault in der Gemeinde Bouillé-Courdault mit dem Fluss Sèvre Niortaise.

## Name
Namengebend ist der Fluss Vieille Autise, zu dem der Kanal weitgehend parallel verläuft.

## Geschichte
Um den Bergwerken von Faymoreau den Transport ihrer Steinkohle zum Atlantik hin zu erleichtern, wurde 1808 mit dem Bau des Kanals begonnen. Da die Bedeutung dieses Bergbaus jedoch zurückging, wurde er nie bis dorthin fertiggestellt und endet bereits nach knapp 10 km Länge in Courdault. Nach seiner Eröffnung im Jahr 1833 diente er zeitweise dem Flößen von Holz zum Seehafen Marans.

## Verlauf

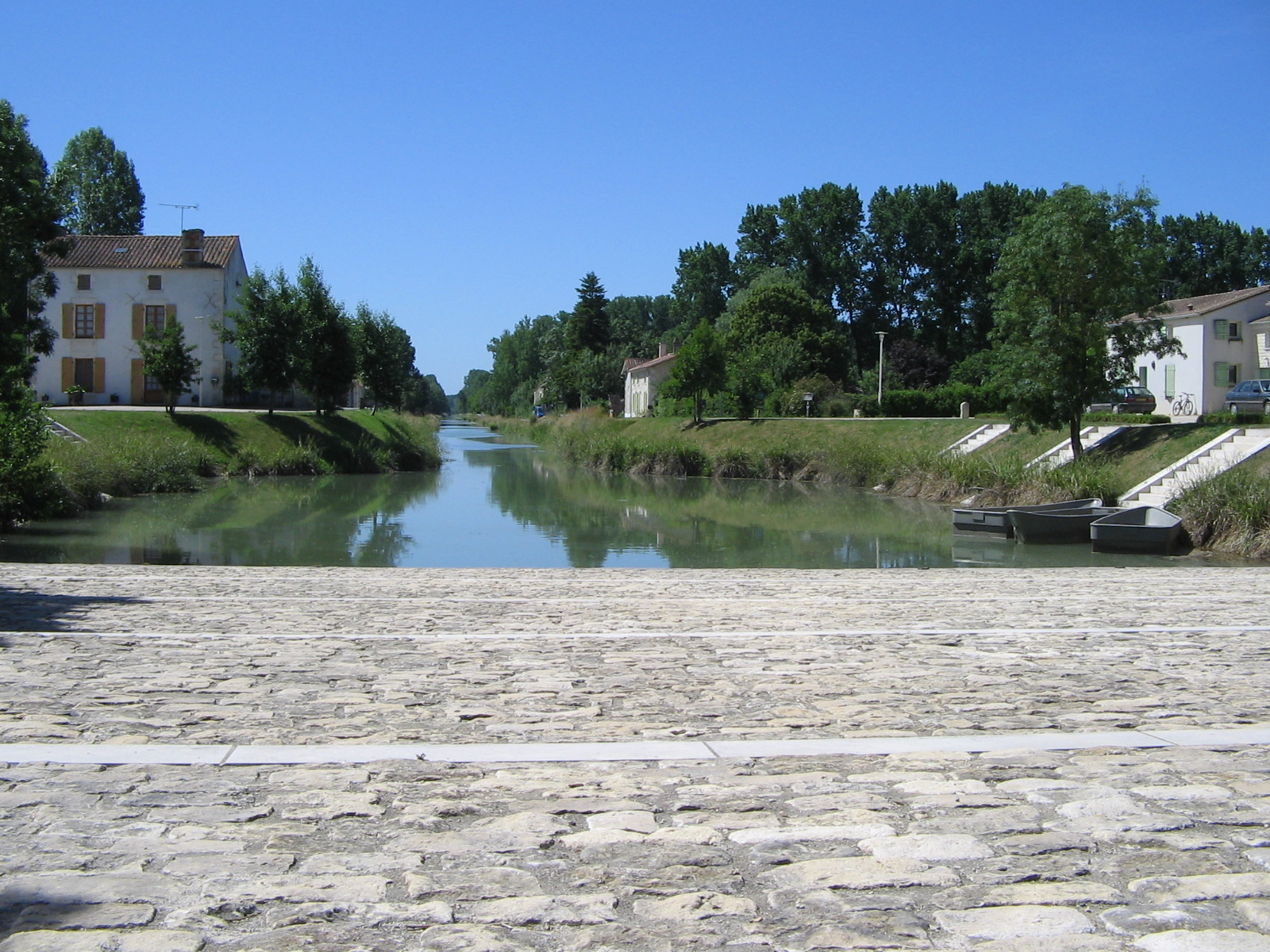
Hafen Courdault und Canal de la Vieille Autise

Der Kanal beginnt im kleinen Hafen von Courdault und verläuft von dort ca. 2,6 km lang schnurgerade in südwestlicher Richtung. In diesem Bereich erhält er über einen ca. 630 m langen Graben Wasser von der nahen Vieille Autise. Ein weiterer Zufluss von jener existiert bei Saint-Sigismond.
Nach einem leichten Knick nach Süden weist der Kanal nach ca. 650 m beim Hafen von Saint-Sigismond einen doppelten Knick nach Westen hin auf. Von dort aus wurde er auf ca. 4,6 km Länge wiederum gerade angelegt, ehe er nach einer sanften Kurve der Vereinigung mit der Vieille Autise zustrebt, die unmittelbar darauf nahe dem Dorf La Barbée in die Sèvre Niortaise mündet.
Kurz vor der Mündung in die Vieille Autise zweigt westlich der Canal d’Andremont ab. Er führt nach Grande Bernegue zur Vieille Autise; weiter über den Canal de Bourneau wird bei Maillé ebenfalls die Sèvre Niortaise erreicht.

## Beschreibung
Der Canal de la Vieille Autise ist 9,76 km lang und an der Sohle zwischen 2,00 m und 2,35 m tief. Er ist schiffbar und kann von Booten mit einer Länge von bis zu 28 m, einer maximalen Breite von 4,80 m und einem Tiefgang von höchstens 1,50 m befahren werden.
Ungefähr 3,4 km südwestlich von Saint-Sigismond existiert eine Schleuse mit Wehr. Sie dient zur Überwindung eines Höhenunterschieds von 0,35 m.